# Трофео Кальвии 2025
26-й выпуск  Трофео Кальвии — шоссейной однодневной велогонки по дорогам Испании. Гонка прошла 29 января 2025 года в рамках Европейского тура UCI 2025 (категория 1.1) и 34 Вуэльты Майорки. Победу одержал швейцарский велогонщик Ян Кристен.

## Участники
На участие в гонке заявлено участие 25 команд: 8 команд категории UCI WorldTeam, 12 ProTeam и 5 континентальных.
| UCI WorldTeams (8)- Arkéa-B&B Hotels - Cofidis - EF Education-EasyPost - Intermarché-Wanty - Movistar Team - Red Bull-BORA-hansgrohe - UAE Team Emirates XRG - XDS Astana Team UCI ProTeams (12)- Burgos-Burpellet-BH - Caja Rural-Seguros RGA - Equipo Kern Pharma - Euskaltel-Euskadi - Lotto - Q36.5 Pro Cycling Team - Team Flanders-Baloise - Team TotalEnergies - Tudor Pro Cycling Team - Unibet Tietema Rockets - Uno-X Mobility - VF Group-Bardiani CSF-Faizanè UCI Continental Teams (5)- Illes Balears Arabay - Petrolike - Anicolor/Tien 21 - XSpeed United - Project Echelon Racing |
| |

## Маршрут
В 2025 году Вуэльта Майорки вновь откроет сезон с Trofeo Calvià. Гонка стартует и финиширует в Пальманове, предлагая маршрут, который будет почти идентичен маршруту 2024 года. Протяженность дистанции составит 149,6 километров, а перепад высот — почти 3000 метров. Непрерывные подъёмы, которые не позволят гонщикам передохнуть, сделают эту гонку поистине сложной и избирательной.

## Ход гонки
Старт гонки был напряженным, и многие гонщики стремились к лидерству. Среди тех, кто на короткое время вырвался вперед, были Иван Кобо (Equipo Kern Pharma), Мануэле Тароцци (VF Group Bardiani-CSF Faizanè) и Уго де ла Калле (Burgos Burpellet BH), которые уехали после первого подъема. Затем Хью Карти (EF Education-EasyPost) ненадолго опередил группу, но вскоре вернулся, когда стало очевидно, что у него нет шансов на победу.
Команда Tudor Pro Cycling всегда была на передовой, поддерживая высокий темп, чтобы предотвратить формирование отколовшейся группы. Такой подход требовал усилий от швейцарского состава, который с трудом контролировал и реагировал на каждую атаку. В 50 километрах от финиша Алекс Моленаар (Caja Rural-Seguros RGA), Антон Чармиг (XDS Astana) и Найро Кинтана (Movistar) смогли оторваться от основной группы, но за ними последовали Джон Барренетчеа (Movistar), Клеман Шампуссен (XDS Astana), Юэн Костиу (Arkéa-B&B Hotels), Камиэль Боннеу (Intermarché-Wanty), Антониу Моргадо (UAE Team Emirates XRG), Джулио Пеллиццари (Red Bull-BORA-hansgrohe), Флориан Аист (Tudor Pro Cycling Team) и Мартин Марцеллуци (VF Group Bardiani-CSF Faizanè), которым удалось догнать отрыв через десяток километров.
Позже Луи Барре (Intermarché-Wanty) и Эрик Антонио Фагундеса (Burgos Burpellet BH) начали контратаку. Француз пытался снова и снова, наконец, сумев провести новую попытку вместе с Кристианом Скарони (XDS Astana), Алессандро Кови (UAE Team Emirates XRG), Фредериком Вандалем (Red Bull-BORA-hansgrohe), Серхио Чумилом (Burgos Burpellet BH) и Марцеллуци, который также был очень активен.
Однако этот успех был недолгим, поскольку к ним начали перекладываться преследователи. Скарони двигался вместе с Шампуссеном, но им пришлось преследовать Вандаля, а француз использовал свои последние силы для своего товарища по команде. Таким образом, отрыв сформировался в двенадцати километрах от финиша, в то время как пелотон преследовал их в двадцати секундах позади, контролируемый Tudor Pro Cycling и UAE Team Emirates XRG.
После того, как пелотон приблизился к отрыву, стартовал Ян Кристен (UAE Team Emirates XRG), который чистым ускорением смог быстро переместиться к паре, идущей впереди, а затем сразу же попытался оторваться на восходящем участке. Однако быстрая реакция Скарони привела к провалу его плана, и даже Вандалю удалось последовать за действием Яна. Трое продолжали по взаимному согласию до последнего километра, сумев отразить даже попытку Марка Хирши (Tudor Pro Cycling) их догнать, на колесе которого находился Антонио Моргадо (UAE Team Emirates XRG), который, очевидно, тоже не собирался сдаваться.
На последнем километре Кристен сделал безоговорочный рывок, создав небольшой разрыв, на который соперники не могли ответить. Швейцарец выехал к финишу, в то время как позади него к Скарони и Вандалю присоединился Моргадо, который пробился между ними на финишной линии, добившись дубля для своей команды. Позже прибыл Хирши, который в финале уступил место, финишировав пятым, чуть впереди пелотона.

## Результаты
| \| Генеральная классификация \| Генеральная классификация \| Генеральная классификация \| Генеральная классификация \| Генеральная классификация \| \| Гонщик \| Гонщик \| Команда \| Время \| \| \| ------------------------- \| ------------------------- \| ------------------------- \| ------------------------- \| ------------------------- \| \| 1-й \| Ян Кристен \| UAE Team Emirates XRG \| 3ч 34' 45 \| \| \| 2-й \| Кристиан Скарони \| XDS Astana Team \| + 6 \| \| \| 3-й \| Антонио Моргадо \| UAE Team Emirates XRG \| + 6 \| \| |                  |                       |           |
| |                  |                       |           |
| Источник: ProCyclingStats |                  |                       |           |
| Генеральная классификация |                  |                       |           |
| Гонщик | Гонщик           | Команда               | Время     |
| 1-й | Ян Кристен       | UAE Team Emirates XRG | 3ч 34' 45 |
| 2-й | Кристиан Скарони | XDS Astana Team       | + 6       |
| 3-й | Антонио Моргадо  | UAE Team Emirates XRG | + 6       |